# 东城街道 (单县)
东城街道，是中华人民共和国山東省菏泽市单县下辖的一个乡镇级行政单位。

## 行政区划
东城街道下辖以下地区：
孙溜村、张庄村、马庙村、高家庄村、常兴寨村、张楼村、段楼村、周楼村、韩庙村、宗庙村、高庄户村、单集村、代庙村和贺庄村。